# Jérôme Lebouc
Jérôme Lebouc (Vitré, 26 dicembre 1979) è un ex calciatore francese, di ruolo centrocampista.

## Carriera

### Calciatore
Gioca tutta la sua carriera in patria, in particolare in Ligue 2, nella quale mette insieme 138 presenze con le maglie di Vannes e Laval, e nelle categorie minori francesi.

## Palmarès

### Club
- Championnat National: 2

Valenciennes: 2004-2005
Vannes: 2007-2008